# Silnice II/475
Silnice II/475 je silnice II. třídy na území Moravskoslezského kraje v okrese Karviná. Silnice spojuje města Havířov a Karviná s hraničním přechodem s Polskem v Petrovicích u Karviné-Dolních Marklovicích. V úseku Karviná - Dolní Marklovice byla silnice překategorizována ze silnice třetí třídy III/4689 až po roce 2010. Na území města Karviné silnice peážuje v úseku o délce cca 4 km se silnicí I/67 (výhledově, po vybudování obchvatu města Karviné, bude však i tento úsek přeznačen na silnici II/475, čímž vznikne celistvý úsek této silnice).
Silnice je v krátkém havířovském úseku na počátku a dále v cca 2,5 km dlouhém úseku z Havířova-Dolní Suché do Horní Suché ve čtyřproudovém uspořádání. V úseku procházejícím obcí Stonava a Karvinou-Loukami vede poddolovaným územím v důsledku hlubinného dobývání černého uhlí, což se zde negativně podepisuje na její kvalitě a poměrně často se podrobuje opravám.

## Průběh
- Havířov - velká okružní křižovatka se silnicí I/11 (směr Ostrava)
- Havířov-Dolní Suchá - křižovatka se silnicí III/47210 (směr Orlová) včetně mostu přes říčku Sušanku
- Havířov-Prostřední Suchá - okružní křižovatka se silnicí III/4746 (směr centrum Havířova)
- Horní Suchá - křižovatka se silnicí II/474 (směr Těrlicko, příp. Karviná-Doly), skládající se ze dvou kruhových objezdů
- Stonava - křižovatka se silnicí III/4749 (směr Albrechtice, příp. Karviná-Doly)
- most přes řeku Stonávku
- Karviná-Louky - úrovňové křížení se železniční tratí 320
- Karviná-Louky - křižovatka se silnicí I/67 (směr Český Těšín)
- peáž se silnicí I/67 ve délce cca 4 km
- Karviná-Nové Město - světelná křižovatka se silnicí I/67 (směr Bohumín)
- Karviná-Hranice - okružní křižovatka se silnicí III/4688 (s karvinským dopravním okruhem)
- Petrovice u Karviné, lokalita Karvinské Hranice - křižovatka se silnicí III/4689 (směr Petrovice u Karviné-Prstná)
- Petrovice u Karviné-Dolní Marklovice - křižovatka se silnicí III/4753
- Petrovice u Karviné-Dolní Marklovice - státní hranice s Polskem, Horní Marklovice (Marklowice Górne)